# Euphoresia kohli
Euphoresia kohli är en skalbaggsart som beskrevs av Moser 1917. Euphoresia kohli ingår i släktet Euphoresia och familjen Melolonthidae. Inga underarter finns listade i Catalogue of Life.